# Eduard Zirm

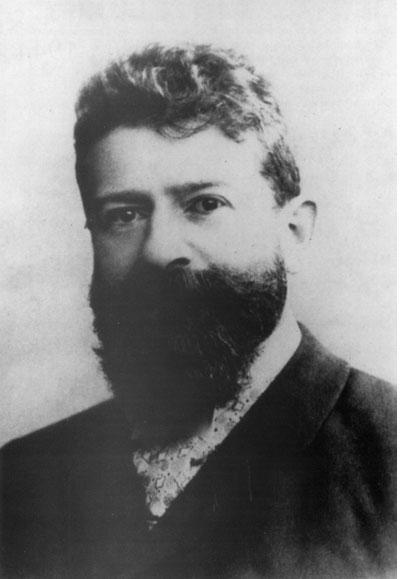
Eduard Konrad Zirm, um 1920

Eduard Konrad Zirm (* 18. März 1863 in Wien; † 5. März 1944 in Olmütz, Mähren) war ein österreichischer Augenarzt, der 1905 die erste erfolgreiche Organtransplantation, eine Hornhaut-Transplantation, durchführte.

## Werdegang
Eduard Zirm wuchs in Wien auf. Da der Vater früh gestorben war, wurden er und seine Schwester Adele von der Mutter alleine groß gezogen. Nach dem Besuch des Schottengymnasiums studierte er an der Medizinischen Fakultät der Universität Wien und arbeitete dort für zwei Jahre am anatomischen Institut als Demonstrator. Danach arbeitete er als Hilfsarzt bei der Augenklinik Stellwag und wechselte nach seiner Promotion an die Zweite Wiener Augenklinik, wo er als Augenarzt und erster Assistent von Professor Stellwag tätig war. Sein Vorbild und zugleich auch Lehrer und Förderer war Theodor Billroth.

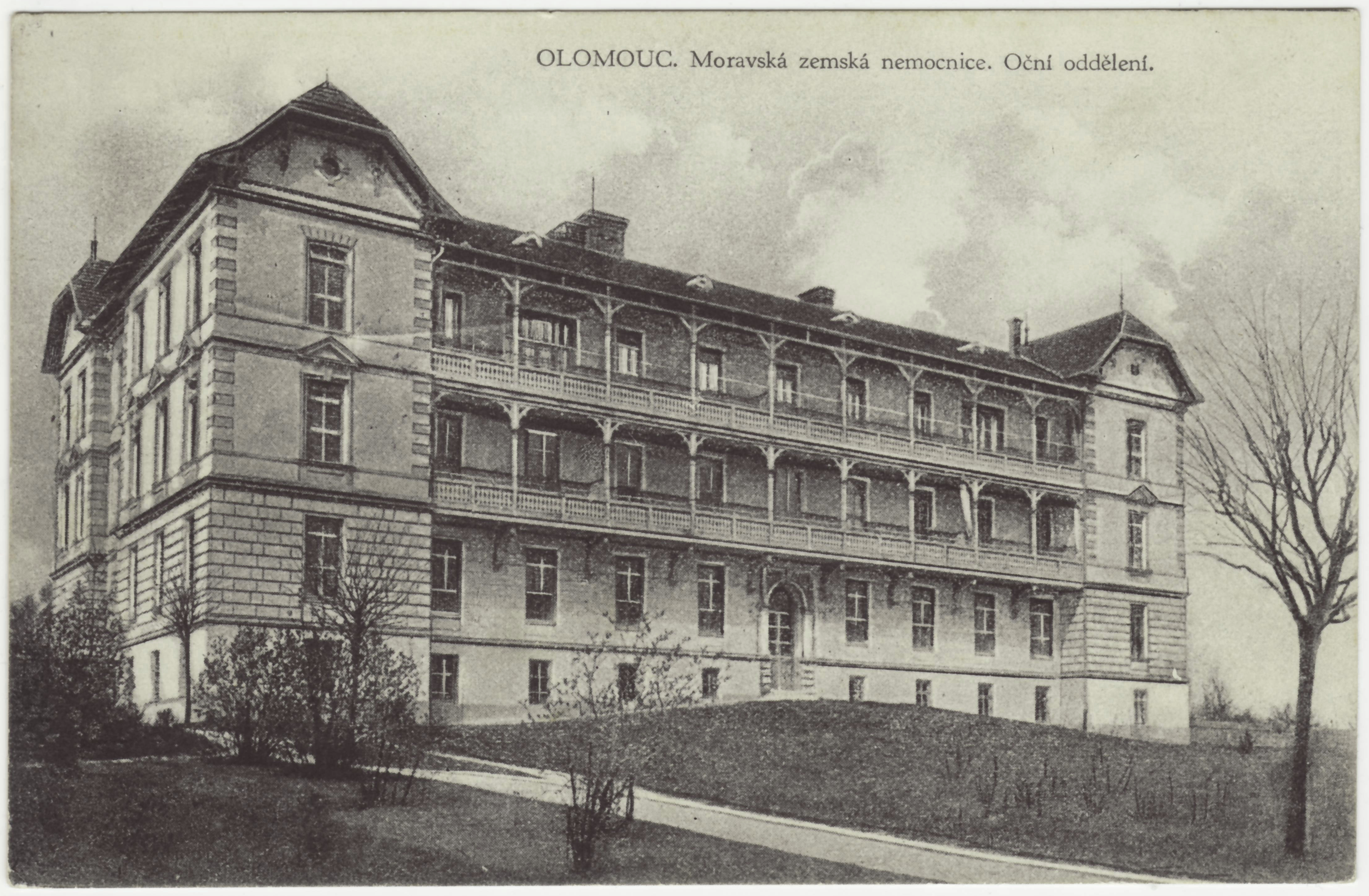
Augenheilanstalt in Olmütz

1892 erhielt er eine Stelle in der Krankenanstalt von Olmütz in Mähren, wo er 1894 die Behandlung der Augenkranken übernahm. Wegen seiner Erfolge in diesem Bereich wurde in die in Olmütz geplante Landeskrankenanstalt auch eine Augenabteilung eingeplant, die für viele Jahre eine der modernsten und größten Augenheilanstalt wurde.

## Transplantation

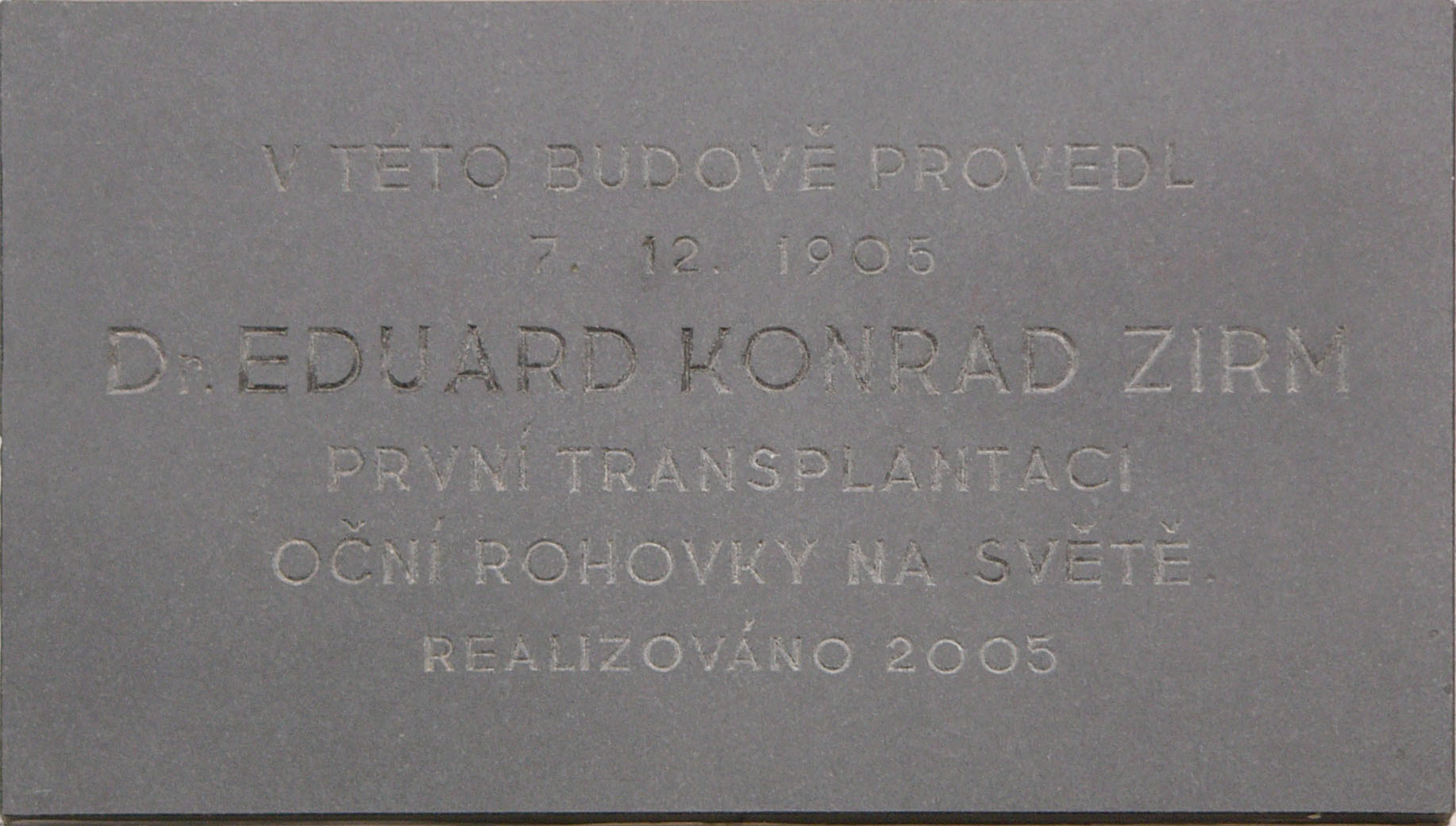
Gedenktafel, die anlässlich des 100-Jahre-Jubiläums der erfolgreichen Operation in Olmütz angebracht wurde

Am 7. Dezember 1905 führte er die erste erfolgreiche Keratoplastik bzw. Organtransplantation an der Hornhaut durch. Nach einem Ätzkalkunfall wurde dem erblindeten Taglöhner Alois Glogar die Hornhaut des verunglückten 11-jährigen Karl Bräuer eingepflanzt. Eines der größten Probleme war damals, dass man ohne Mikroskop die Hornhaut selbst noch nicht annähen konnte, weshalb Zirm sie von außen verschnürte. Auch nach der Einheilung trübte die Linse nicht. Nach ein paar Stunden konnte der Patient wieder sehen und blieb bis zu seinem Lebensende sehend.
Die von Zirm entwickelte Operationsmethode ist heute noch Basis für die Heilung von Hornhautschäden. Abgeleitet von dieser Operation sind die heutigen Herz-, Nieren- und Leberverpflanzungen. In seinen Olmützer Jahren von 1894 bis 1928 führte Eduard Zirm mit einem kleinen Mitarbeiterstab 7.866 Staroperationen und noch zahlreiche weitere Hornhautverpflanzungen (Keratoplastik) durch.
Am 5. März 1944 starb Zirm in Olmütz. Er ist in Graz am St.-Peter-Friedhof begraben.

## Veröffentlichungen (Auswahl)
- Eine erfolgreiche Keratoplastik. In: Graefes Archiv für Ophtalmologie. 1906.
- Über Hornhautpfropfung. In: Wiener klinische Wochenschrift. 1907.
- Die Welt als Fühlen, Eine naturphilosophische Studie für Fachleute und Laien. Franz Deuticke, Leipzig/Wien 1937.